# Rakousko na Letních olympijských hrách 1896
Rakousko na Letních olympijských hrách 1896 v řeckých Athénách reprezentovali 3 muži ve třech sportech.

## Medailisté
| Medaile | Jméno           | Sport      | Disciplína       |
| ------- | --------------- | ---------- | ---------------- |
| Zlato   | Adolf Schmal    | Cyklistika | 12 hodin         |
| Zlato   | Paul Neumann    | Plavání    | 500 m volný styl |
| Stříbro | Otto Herschmann | Plavání    | 100 m volný styl |
| Bronz   | Adolf Schmal    | Cyklistika | Time trial       |
| Bronz   | Adolf Schmal    | Cyklistika | Muži 10 km       |